# Luxor Hotel
O Luxor Hotel ou Luxor Las Vegas é um hotel e cassino localizado na Las Vegas Strip, em Paradise, com temática focada no Egito Antigo. O nome do hotel é referência à cidade de Luxor (antiga Tebas), no Egito. Sua construção custou cerca de 375 milhões de dólares.
O hotel é um dos mais visitados da cidade e mundialmente famoso por sua estrutura principal em forma de pirâmide. Possui 30 andares e 11 mil m² de área, sendo o segundo maior hotel de Las Vegas e o oitavo maior do mundo. A área do cassino opera com mais de 2 mil máquinas e 87 mesas de jogos.

## Localização
O Luxor, como é popularmente chamado, localiza-se na parte sul da Las Vegas Boulevard, nas proximidades do Aeroporto Internacional de Las Vegas. O Luxor Hotel é vizinho dos hotéis Mandalay Bay e Excalibur e todos os três hotéis se conectam por monotrilhos.

## História
O Luxor Hotel, assim como seus vizinhos, foi construído pela Circus Circus Enterprise, mais tarde denominada Mandalay Resort Group. O Luxor foi aberto ao público em 15 de outubro de 1993, sendo que sua pirâmide foi considerada a estrutura mais alta de Las Vegas na época da sua inauguração.
Durante a obra, trabalharam cerca de 968 operários. O custo inicial da época da inauguração foi de 375 milhões, porém, em 1998, alguns quartos e atrações foram adicionadas ao hotel e o custo total das obras até hoje soma pouco mais de 675 milhões de dólares.
O hotel também possuia uma réplica em miniatura do rio Nilo, onde era realizada a atração Nile River Tour, que consistia em passeios interativos de barcos no interior do hotel. Com o tempo e devido às reclamações dos visitantes e hóspedes, a atração foi modernizada. Durante muitos anos o Luxor Hotel foi considerado o mais luxuoso hotel de Las Vegas e um dos mais cobiçados pelos turistas que visitaram a cidade.

## Reformas e Novas Atrações

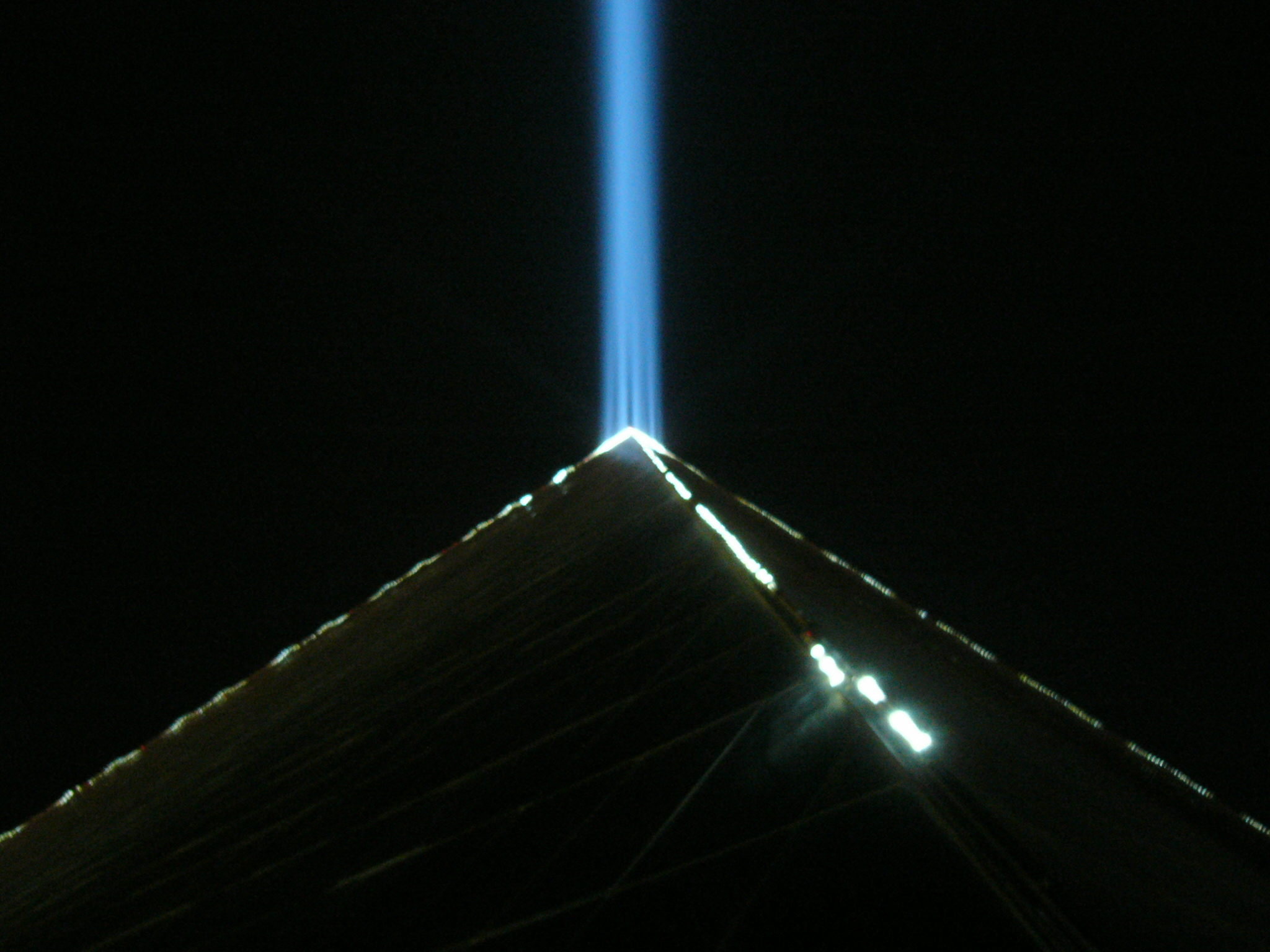
A Luz de Luxor que dizem ser vista do espaço.

Em 2006, a MGM Mirage concluiu a reforma do Luxor. Os quartos e suítes foram totalmentes modernizados, além disso, foram adicionados dois restaurantes luxuosos e a antiga boate RA (batizada em homenagem ao deus egípcio) foi substituída pela famosa casa noturna LAX. A nova boate foi inaugurada em 31 de agosto de 2007 com um concerto da cantora pop, Britney Spears. O Teatro IMAX foi remodelado para abrigar uma exposição permanente do RMS Titanic. 

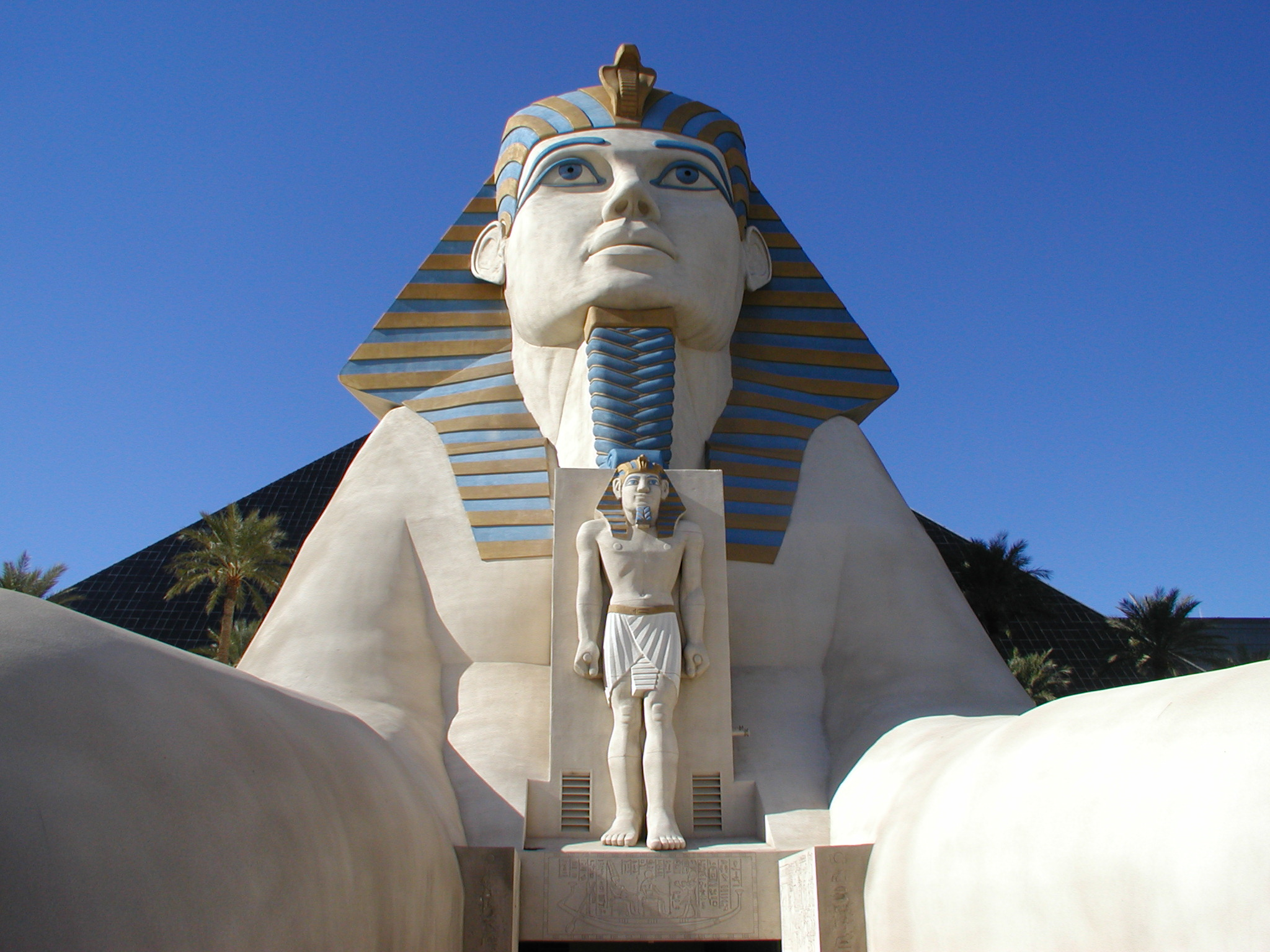
A esfinge durante o dia.

O mágico Criss Angel fechou contrato com o Luxor, em 2006, para gravar a sua série de televisão, Mindfreak.

## Incidentes

### Explosão em 2007
No dia 7 de maio de 2007, um dia de funcionamento normal no Luxor Hotel, um veículo entrou em combustão e explodiu em uma das garagens do casino, matando um dos funcionários presentes no episódio. As autoridades e a imprensa descreveram o acontecimento como uma tentativa de assassinato. Apesar da catástrofe, o prédio não foi interditado e a estrutura dos estacionamentos não foram danificadas. Acredita-se que foi uma bomba de fabricação caseira.

## Na cultura popular

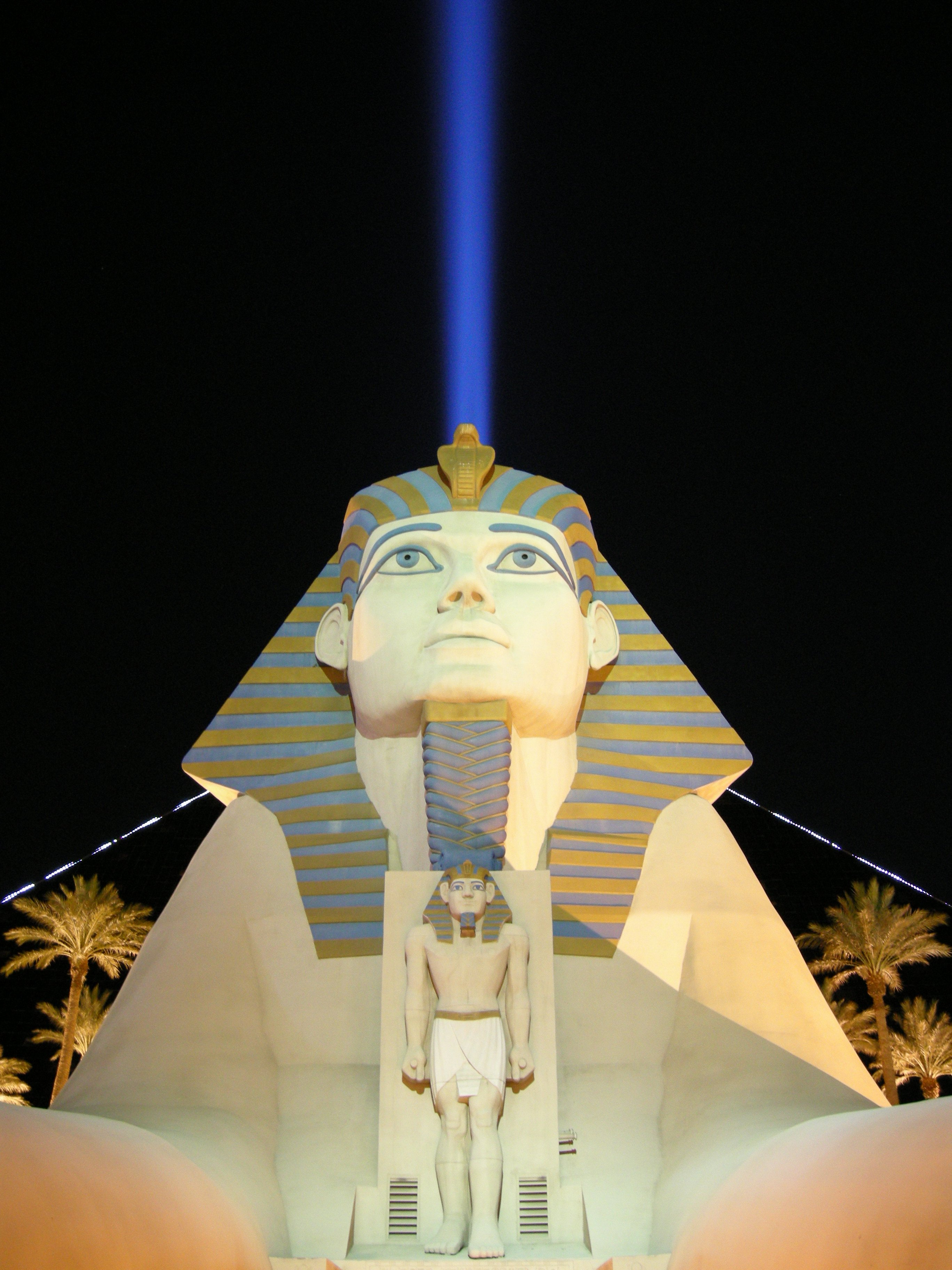
A esfinge do Luxor Hotel.

O Luxor é frequentemente visto como um excelente exemplo da Arquitetura pós-moderna dos anos 1990, e sua esfinge apareceu na capa do livro Architecture Today do estudioso de arquitetura James Steele. O resort já apareceu em vários filmes, incluindo Showgirls (1995), Synthetic Pleasures (1996), e Mars Attacks! (1996). Em Up in the Air (2009), o personagem principal, Ryan Bingham, é solicitado a tirar uma foto na frente do Luxor. Uma versão futurista e abandonada da pirâmide é vista em Blade Runner 2049 (2017), juntamente com outros pontos turísticos famosos em Las Vegas pós-apocalíptica.
Will Smith filmou o videoclipe de "Gettin' Jiggy wit It" (1998) no saguão do hotel e em frente à sua esfinge. O resort também foi destaque nos programas de televisão Fear Factor, Criss Angel Mindfreak, e CSI. Uma réplica do Luxor, chamada "The Camel's Toe", apareceu na área de Las Venturas do videogame Grand Theft Auto: San Andreas (2004). O jogo Call of Duty: Ghosts (2013) também apresenta uma missão ambientada em Las Vegas, que inclui um cassino temático egípcio inspirado no Luxor.